# Darlington (Carolina do Sul)
Darlington é uma cidade localizada no estado norte-americano da Carolina do Sul, no Condado de Darlington.

## Demografia
Segundo o censo norte-americano de 2000, a sua população era de 6720 habitantes.
Em 2006, foi estimada uma população de 6548, um decréscimo de 172 (-2.6%).

## Geografia
De acordo com o United States Census Bureau tem uma área de 11,1 km², dos quais 11,1 km² cobertos por terra e 0,0 km² cobertos por água.

## Localidades na vizinhança
O diagrama seguinte representa as localidades num raio de 24 km ao redor de Darlington.